# بریستول فونیکس
بریستول فونیکس (به انگلیسی: Bristol Phoenix) یک هواگرد ساختِ کارخانهٔ بریستول ایروپلین در کشور بریتانیا است .